# Charles Stenholm

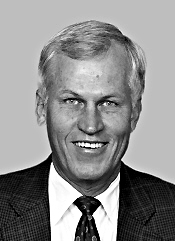
Charles Stenholm

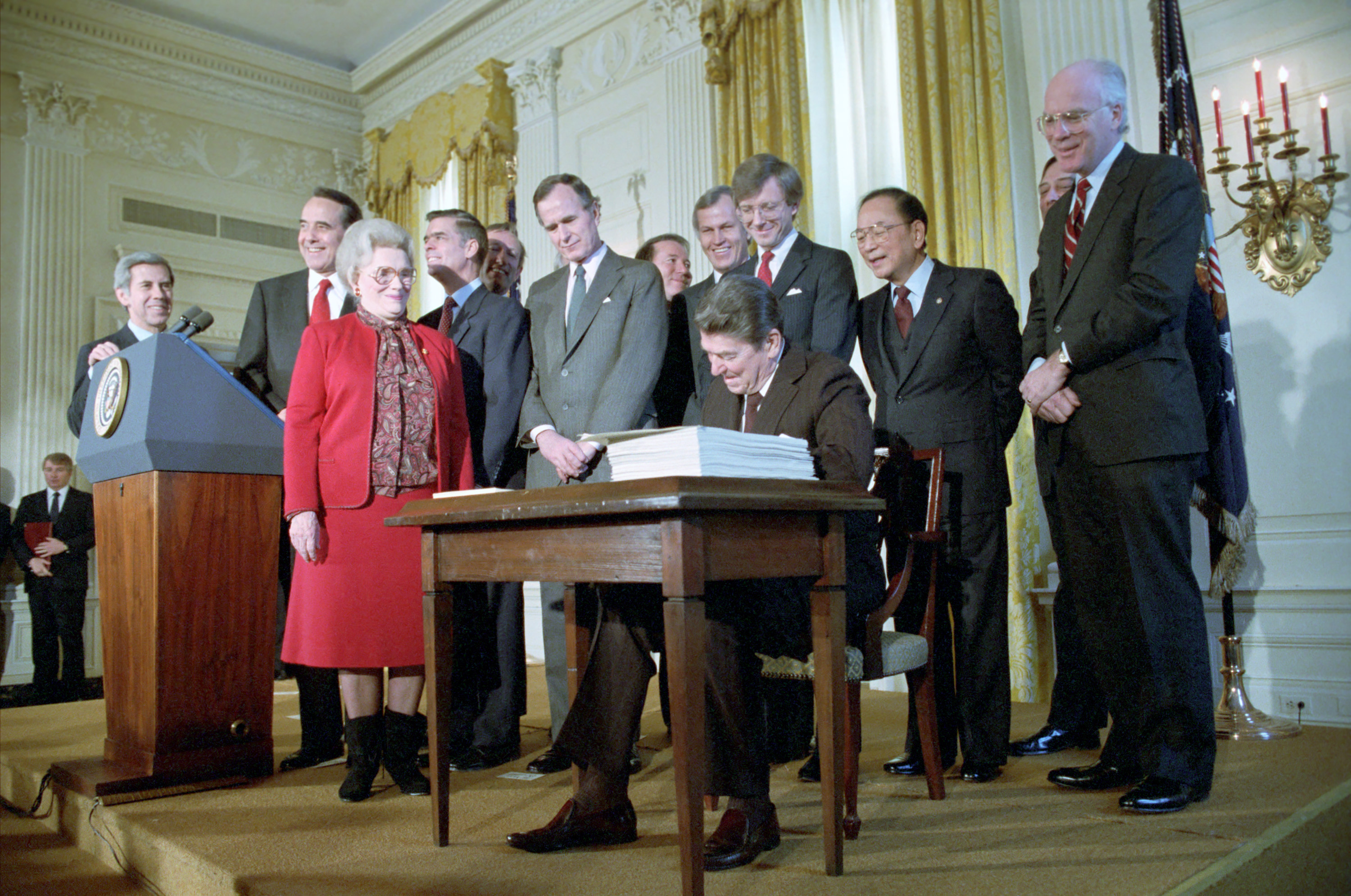
Charles Stenholm (8. v. l.) im Weißen Haus (Dezember 1985)

Charles Walter Stenholm (* 26. Oktober 1938 in Stamford, Jones County, Texas; † 17. Mai 2023 in Granbury, Texas) war ein US-amerikanischer Politiker. Zwischen 1979 und 2005 vertrat er den Bundesstaat Texas im US-Repräsentantenhaus.

## Werdegang
Charles Stenholm besuchte die öffentlichen Schulen seiner Heimat einschließlich der Stamford High School, die er im Jahr 1957 absolvierte. Anschließend setzte er seine Ausbildung bis 1959 am Tarleton State Junior College in Stephenville fort. Daran schloss sich bis 1962 ein Studium an der Texas Tech University in Lubbock an. In den folgenden Jahren betätigte er sich als Farmer, Lehrer und privater Geschäftsmann. Gleichzeitig schlug er als Mitglied der Demokratischen Partei eine politische Laufbahn ein. Im Jahr 1972 war er Delegierter zur Democratic National Convention in Miami Beach, auf der George McGovern als Präsidentschaftskandidat nominiert wurde.
Bei den Kongresswahlen des Jahres 1978 wurde Stenholm im 17. Wahlbezirk von Texas in das US-Repräsentantenhaus in Washington, D.C. gewählt, wo er am 3. Januar 1979 die Nachfolge von Omar Truman Burleson antrat. Nach zwölf Wiederwahlen konnte er bis zum 3. Januar 2005 insgesamt 13 Legislaturperioden im Kongress absolvieren. Er galt als konservativer Demokrat und war unter anderem gegen Gesetze zur privaten Waffenkontrolle. Ansonsten waren die Landwirtschaft und finanzpolitische Angelegenheiten Schwerpunkte seiner Abgeordnetentätigkeit. Er wurde Mitglied im Landwirtschaftsausschuss. In den 1990er Jahren war er innerhalb seiner Partei ein Gegner von Präsident Bill Clinton. Er stimmte sogar in drei von vier Anklagepunkten beim gescheiterten Amtsenthebungsverfahren gegen den Präsidenten mit den Republikanern für die Absetzung Clintons. Später war er auch ein Gegner der Finanzpolitik der Regierung von Präsident George W. Bush. In seine Zeit als Kongressabgeordneter fielen die Terroranschläge am 11. September 2001, der Irakkrieg und der Militäreinsatz in Afghanistan.
Im Jahr 2004 wurde Charles Stenholm nicht wiedergewählt. Seit dem Ende seiner Zeit im US-Repräsentantenhaus arbeitete er als Lobbyist. Im Jahr 2005 war Stenholm, obwohl Demokrat, ein Kandidat für das Amt des Landwirtschaftsministers der Vereinigten Staaten im Kabinett des wieder gewählten US-Präsidenten George W. Bush, doch Bush entschied sich für den Gouverneur des Bundesstaats Nebraska, Mike Johanns.

## Einzelnachweis
1. ↑  Greg Jaklewicz: 'Cotton farmer from Stamford,' Stenholm, dies at 84. In: eu.reporternews.com. 18. Mai 2023, abgerufen am 18. Mai 2023 (amerikanisches Englisch).

| Personendaten    | Personendaten                                 |
| ---------------- | --------------------------------------------- |
| NAME             | Stenholm, Charles                             |
| ALTERNATIVNAMEN  | Stenholm, Charles Walter (vollständiger Name) |
| KURZBESCHREIBUNG | US-amerikanischer Politiker                   |
| GEBURTSDATUM     | 26. Oktober 1938                              |
| GEBURTSORT       | Stamford, Texas                               |
| STERBEDATUM      | 17. Mai 2023                                  |
| STERBEORT        | Granbury, Texas                               |